# Соцгородок (Ленінградська область)
Соцгородо́к (рос. Соцгородок) — колишнє селище в Кіровському районі Ленінградської області, Росія.